# Johana Clavel
Johana Clavel (Maracaibo, 10 de noviembre de 1985) es una cocinera, empresaria y personalidad televisiva venezolana, reconocida por su aparición en diversos programas de las cadenas Telemundo, ¡Hola! TV y Univisión y por haber creado la cadena de restaurantes Ligero Express con sedes en su natal Venezuela y en los Estados Unidos. En 2019 publicó el libro Cocina latina ligera a través de la editorial Penguin Random House.

## Biografía

### Primeros años y estudios
Clavel nació en Maracaibo, capital del estado de Zulia en Venezuela, en 1985. Desde su infancia empezó a interesarse por la cocina y en su adolescencia le fue diagnosticado un padecimiento cardíaco que la obligó a cambiar drásticamente sus hábitos alimenticios. Este nuevo estilo de gastronomía saludable la llevó a certificarse como Chef de Cocina Internacional en el Centro de Artes Culinarias Zi Teresa en su país natal a mediados de la década de 2010.

### Carrera
En el año 2012 fundó Ligero Express, una cadena de restaurantes dedicada a la elaboración de platos y postres saludables que inició operaciones en Venezuela y que en el año 2016 se expandió a la ciudad de Miami. Trabajó como chef ejecutiva de la empresa entre 2012 y 2018. Paralelo a su labor en la empresa, Clavel se ha desempeñado como conferencista, brindando charlas y cursos sobre cocina saludable y sobre el concepto del «arte de la sustitución», que consiste en cambiar ingredientes perjudiciales para la salud por aquellos que no generan efectos negativos en el organismo. Ha realizado talleres en diversos países como Venezuela, Colombia, Estados Unidos y México y en la actualidad es la embajadora para Latinoamérica de la marca estadounidense Cuisinart.
En el año 2019 publicó su primer libro a través de la editorial Penguin Random House, titulado Cocina latina ligera: recetas y consejos para una vida más saludable, en el que presenta cerca de 200 opciones de cocina saludables. Colaboró aportando recetas en las publicaciones Reta tu vida de José Fernández y El reto de las seis semanas de Klara Senior y ha publicado artículos en la revista digital de Miami Éxito con tacones y en el diario El Venezolano. En julio de 2020 fue invitada por la revista People en Español para brindar una serie de eventos virtuales dirigidos a la comunidad latina.

### Apariciones en los medios

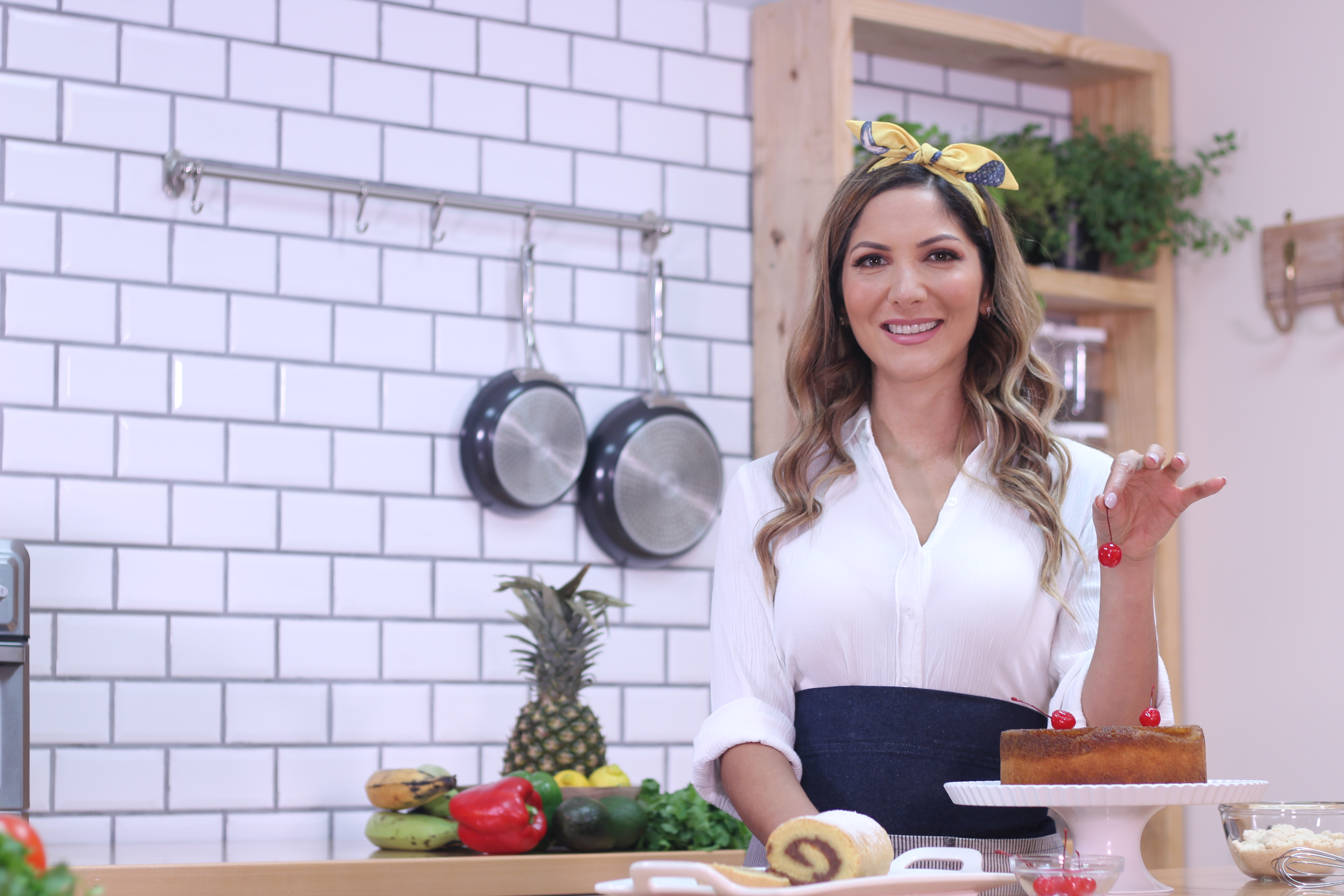
Johana Clavel en su cocina estudio en Miami

Clavel ha registrado apariciones en varios programas de televisión de temática culinaria. En 2019 fue invitada al programa de la cadena Telemundo MasterChef Latino, donde realizó una clase magistral sobre postres saludables con los concursantes. También apareció en el segmento de cocina del programa de variedades Mujer de hoy en Telemundo, del show matutino Despierta América de Univisión, del programa La Hora del Brunch de TeleMiami y de los shows Tu bebé del canal Vme TV, Mi casa es tu casa de EVTV Miami y La Hora Hola de ¡Hola! TV.

## Plano personal
Clavel está casada con el chef Álvaro Finol desde el año 2006. La pareja tiene dos hijos, Álvaro Rafael y Alan David. Actualmente reside en la ciudad de Miami y realiza desde su cocina estudio los talleres de cocina que transmite por sus redes sociales.